# Шерцль Вікентій Іванович
Професор Віке́нтій Іва́нович Ше́рцль  (1843 — 1906, Любляна, Австро-Угорщина) — мовознавець-індоевропеїст, санскритолог Російської імперії чеського походження.

## Життєпис
Вікентій Іванович Шерцль народився 1843 року. Закінчив Карлів університет.
По завершенню навчання працював доцентом, а згодом професором Імператорського Харківського університету у період 1869—1884 років. З 1870 року по 1884 рік очолював кафедру порівняльної граматики індоєвропейських мов. У період 1884—1896 років Вікентій Іванович працював в Імператорському Новоросійському університеті.
Помер у Любляні.
Був похований на Першому Християнському цвинтарі Одеси. 1937 року комуністичною владою цвинтар було зруйновано. На його місці був відкритий «Парк Ілліча» з розважальними атракціонами, а частина була передана місцевому зоопарку. Нині достеменно відомо лише про деякі перепоховання зі Старого цвинтаря, а дані про перепоховання Шерцля відсутні.

## Наукова діяльність
Вікентій Іванович Шерцль відомий, насамперед, як санскритолог. Японську та китайську мови він вивчав у Лондоні у 1865 році. Автор праць з порівняльної граматики індоєвропейських і слов'янських мов, перекладач компілятивного, домолодограматичного напряму.